# Championnat de France féminin de volley-ball
Pour les articles homonymes, voir Championnat de France.
Le Championnat de France féminin de volley-ball, dénommé Ligue A féminine, Ligue AF ou LAF, est une compétition annuelle de volley-ball, organisée par la Ligue nationale de volley. Fondée en 1940, elle représente l'élite féminine du volley-ball en France, réservée uniquement aux clubs professionnels.
Le Racing Club de Cannes est le club le plus titré dans l'histoire du championnat avec 21 victoires. Le Levallois Paris Saint-Cloud est l'actuel tenant du titre en 2025.

## Histoire
Le premier Championnat de France féminin de volley-ball voit le jour au début de la Seconde Guerre mondiale, en 1940. Organisé dans la zone libre, il fut remporté par la Villa Primrose Bordeaux.
Le Racing Club de Cannes obtient ses premiers titres de champion de France en 1995 et 1996 avant de remporter de manière consécutive la compétition (18 fois) entre 1998 et 2015, devenant ainsi le club le plus titré.
Avant le début de la saison 2024-2025, la Ligue nationale de volley et la marque Saforelle annoncent un partenariat de naming. Pour la première fois de son histoire, la Ligue A féminine a un sponsor titre et se renomme Saforelle Power 6. Un nouveau trophée remis au club champion de France, est également présenté lors de la finale (retour) des play-offs opposant Levallois Paris aux Neptunes de Nantes, le 3 mai 2025.

## Palmarès

### Palmarès par édition
| Année | Champion                                                 | Finaliste                                                | Troisième                                                |
| ----- | -------------------------------------------------------- | -------------------------------------------------------- | -------------------------------------------------------- |
| 1941  | Villa Primrose Bordeaux                                  |                                                          |                                                          |
| 1942  | Villa Primrose Bordeaux (2)                              |                                                          |                                                          |
| 1943  | AS Cannes                                                |                                                          |                                                          |
| 1944  | Non disputé                                              | Non disputé                                              | Non disputé                                              |
| 1945  | Paris UC                                                 |                                                          |                                                          |
| 1946  | RC France                                                |                                                          |                                                          |
| 1947  | RC France                                                |                                                          |                                                          |
| 1948  | AS Cannes (2)                                            |                                                          |                                                          |
| 1949  | Montpellier UC                                           |                                                          |                                                          |
| 1950  | Montpellier UC                                           |                                                          |                                                          |
| 1951  | RC France                                                |                                                          |                                                          |
| 1952  | Montpellier UC                                           |                                                          |                                                          |
| 1953  | RC France                                                | Montpellier UC                                           |                                                          |
| 1954  | RC France                                                |                                                          |                                                          |
| 1955  | RC France                                                |                                                          |                                                          |
| 1956  | RC France                                                |                                                          |                                                          |
| 1957  | Montpellier UC                                           |                                                          |                                                          |
| 1958  | Montpellier UC                                           |                                                          |                                                          |
| 1959  | Montpellier UC                                           |                                                          |                                                          |
| 1960  | Stade Français (1)                                       |                                                          |                                                          |
| 1961  | Tourcoing Sports                                         |                                                          |                                                          |
| 1962  | Montpellier UC (7)                                       |                                                          |                                                          |
| 1963  | Tourcoing Sports                                         |                                                          |                                                          |
| 1964  | Tourcoing Sports (3)                                     |                                                          |                                                          |
| 1965  | RC France                                                |                                                          |                                                          |
| 1966  | RC France                                                |                                                          |                                                          |
| 1967  | Paris UC                                                 | RC Cannes                                                |                                                          |
| 1968  | Paris UC                                                 | RC Cannes                                                |                                                          |
| 1969  | Paris UC                                                 |                                                          |                                                          |
| 1970  | ASPTT Montpellier                                        |                                                          |                                                          |
| 1971  | ASPTT Montpellier                                        |                                                          |                                                          |
| 1972  | ASPTT Montpellier                                        | RC Cannes                                                |                                                          |
| 1973  | ASPTT Montpellier                                        |                                                          |                                                          |
| 1974  | ASPTT Montpellier                                        | ASUL Lyon                                                |                                                          |
| 1975  | ASPTT Montpellier                                        | ASUL Lyon                                                | Paris UC                                                 |
| 1976  | ASUL Lyon                                                | ASPTT Montpellier                                        | Paris UC                                                 |
| 1977  | ASPTT Montpellier (7)                                    | ASUL Lyon                                                | Paris UC                                                 |
| 1978  | Paris UC (5)                                             | ASPTT Montpellier                                        | ASUL Lyon                                                |
| 1979  | ASUL Lyon                                                | ASPTT Montpellier                                        | Paris UC                                                 |
| 1980  | ASUL Lyon (3)                                            | CSM Clamart                                              | Tourcoing Sports                                         |
| 1981  | CSM Clamart                                              | Paris UC                                                 | Tourcoing Sports                                         |
| 1982  | CSM Clamart                                              | Espoirs de France                                        | Paris UC                                                 |
| 1983  | CSM Clamart                                              | CASG Paris                                               | Paris UC                                                 |
| 1984  | CSM Clamart                                              | CASG Paris                                               | Paris UC                                                 |
| 1985  | CSM Clamart                                              | CASG Paris                                               | VGA Saint-Maur                                           |
| 1986  | CSM Clamart (6)                                          | RC France                                                | VGA Saint-Maur                                           |
| 1987  | RC France                                                | CSM Clamart                                              | Stade Français                                           |
| 1988  | RC France                                                | CSM Clamart                                              |                                                          |
| 1989  | RC France                                                | RC Cannes                                                |                                                          |
| 1990  | RC France                                                | Courrières Volley Sport                                  | RC Cannes                                                |
| 1991  | RC France                                                | VBC Riom                                                 |                                                          |
| 1992  | RC France (15)                                           | VBC Riom                                                 | RC Cannes                                                |
| 1993  | VBC Riom                                                 | AS Saint-Raphaël                                         | ASPTT Mulhouse                                           |
| 1994  | VBC Riom                                                 | RC Cannes                                                | SES Calais                                               |
| 1995  | RC Cannes                                                | VBC Riom                                                 | RC France Villebon                                       |
| 1996  | RC Cannes                                                | VBC Riom                                                 | RC France Villebon                                       |
| 1997  | VBC Riom (3)                                             | RC Cannes                                                | ASPTT Mulhouse                                           |
| 1998  | RC Cannes                                                | ASPTT Mulhouse                                           | RC France Villebon                                       |
| 1999  | RC Cannes                                                | ASPTT Mulhouse                                           | USSP Albi                                                |
| 2000  | RC Cannes                                                | RC Villebon 91                                           | AS La Rochette                                           |
| 2001  | RC Cannes                                                | RC Villebon 91                                           | DAM La Rochette                                          |
| 2002  | RC Cannes                                                | RC Villebon 91                                           | DAM La Rochette                                          |
| 2003  | RC Cannes                                                | RC Villebon 91                                           | ASPTT Mulhouse                                           |
| 2004  | RC Cannes                                                | MVS La Rochette                                          | VBC Riom                                                 |
| 2005  | RC Cannes                                                | RC Villebon 91                                           | MVS La Rochette                                          |
| 2006  | RC Cannes                                                | MVS La Rochette                                          | Gazélec Béziers                                          |
| 2007  | RC Cannes                                                | ASPTT Mulhouse                                           | USSP Albi                                                |
| 2008  | RC Cannes                                                | ASPTT Mulhouse                                           | USSP Albi                                                |
| 2009  | RC Cannes                                                | ASPTT Mulhouse                                           | ES Le Cannet-Rocheville                                  |
| 2010  | RC Cannes                                                | ASPTT Mulhouse                                           | ES Le Cannet-Rocheville                                  |
| 2011  | RC Cannes                                                | ASPTT Mulhouse                                           | ES Le Cannet-Rocheville                                  |
| 2012  | RC Cannes                                                | ASPTT Mulhouse                                           | Béziers Volley                                           |
| 2013  | RC Cannes                                                | Béziers Volley                                           | ASPTT Mulhouse                                           |
| 2014  | RC Cannes                                                | Volley-Ball Nantes                                       | Béziers Volley                                           |
| 2015  | RC Cannes                                                | ES Le Cannet-Rocheville                                  | SF Paris Saint-Cloud                                     |
| 2016  | AS Saint-Raphaël (1)                                     | RC Cannes                                                | SF Paris Saint-Cloud                                     |
| 2017  | ASPTT Mulhouse                                           | ES Le Cannet-Rocheville                                  |                                                          |
| 2018  | Béziers Volley (1)                                       | RC Cannes                                                |                                                          |
| 2019  | RC Cannes (21)                                           | Volley-Ball Nantes                                       |                                                          |
| 2020  | Compétition annulée en raison de la pandémie de Covid-19 | Compétition annulée en raison de la pandémie de Covid-19 | Compétition annulée en raison de la pandémie de Covid-19 |
| 2021  | ASPTT Mulhouse (2)                                       | Béziers Volley                                           | Volley-Ball Nantes                                       |
| 2022  | Volero Le Cannet                                         | ASPTT Mulhouse                                           |                                                          |
| 2023  | Volero Le Cannet (2)                                     | Volley Mulhouse Alsace                                   |                                                          |
| 2024  | Levallois Paris SC                                       | Neptunes de Nantes                                       |                                                          |
| 2025  | Levallois Paris SC (2)                                   | Neptunes de Nantes                                       |                                                          |

### Palmarès par club
| Rang | Clubs                   | Titre(s) | Année(s) |
| ---- | ----------------------- | -------- | --- |
| 1    | RC Cannes               | 21       | 1995, 1996, 1998, 1999, 2000, 2001, 2002, 2003, 2004, 2005, 2006, 2007, 2008, 2009, 2010, 2011, 2012, 2013, 2014, 2015, 2019 |
| 2    | RC France               | 15       | 1946, 1947, 1951, 1953, 1954, 1955, 1956, 1965, 1966, 1987, 1988, 1989, 1990, 1991, 1992                                     |
| 3    | Montpellier UC          | 7        | 1949, 1950, 1952, 1957, 1958, 1959, 1962                                                                                     |
| 3    | ASPTT Montpellier       | 7        | 1970, 1971, 1972, 1973, 1974, 1975, 1977                                                                                     |
| 5    | CSM Clamart             | 6        | 1981, 1982, 1983, 1984, 1985, 1986                                                                                           |
| 6    | Paris UC                | 5        | 1945, 1967, 1968, 1969, 1978                                                                                                 |
| 7    | Tourcoing Sports        | 3        | 1961, 1963, 1964 |
| 7    | ASUL Lyon               | 3        | 1976, 1979, 1980 |
| 7    | VBC Riom                | 3        | 1993, 1994, 1997 |
| 10   | Villa Primrose Bordeaux | 2        | 1941, 1942 |
| 10   | AS Cannes               | 2        | 1943, 1948 |
| 10   | Volley Mulhouse Alsace  | 2        | 2017, 2021 |
| 10   | Volero Le Cannet        | 2        | 2022, 2023 |
| 10   | Levallois Paris SC      | 2        | 2024, 2025 |
| 15   | Stade Français          | 1        | 1960 |
| 15   | Saint-Raphaël Var       | 1        | 2016 |
| 15   | Béziers Volley          | 1        | 2018 |

| Édition | Joueuse            | Club               |
| ------- | ------------------ | ------------------ |
| 2008    | Christina Bauer    | ASPTT Mulhouse     |
| 2009    | Hélène Schleck     | USSP Albi          |
| 2010    | Nadia Centoni      | RC Cannes          |
| 2011    | Nadia Centoni (2)  | RC Cannes          |
| 2012    | Patricia Aranda    | Béziers Volley     |
| 2013    | Tatjana Bokan      | ASPTT Mulhouse     |
| 2014    | Nadia Centoni (3)  | RC Cannes          |
| 2015    | Myriam Kloster     | ES Le Cannet       |
| 2016    | Hélène Schleck (2) | Béziers Volley     |
| 2017    | Isabelle Haak      | Béziers Volley     |
| 2018    | Britt Herbots      | ASPTT Mulhouse     |
| 2019    | Athiná Papafotíou  | ASPTT Mulhouse     |
| 2020    | N/A                | N/A                |
| 2021    | Héléna Cazaute     | ASPTT Mulhouse     |
| 2022    | Tessa Polder (it)  | Volero Le Cannet   |
| 2023    | Vita Akimova       | Volero Le Cannet   |
| 2024    | Juliette Gelin     | Levallois Paris SC |
| 2025    | N/A                | N/A                |

| Édition | Chaîne          |
| ------- | --------------- |
| 2023    | BFM Régions     |
| 2024    | Sport en France |
| 2025    | Sport en France |

## Identité visuelle

Avant 2015.
De 2015 à 2024.
Depuis 2024.